# Ivan Levačić

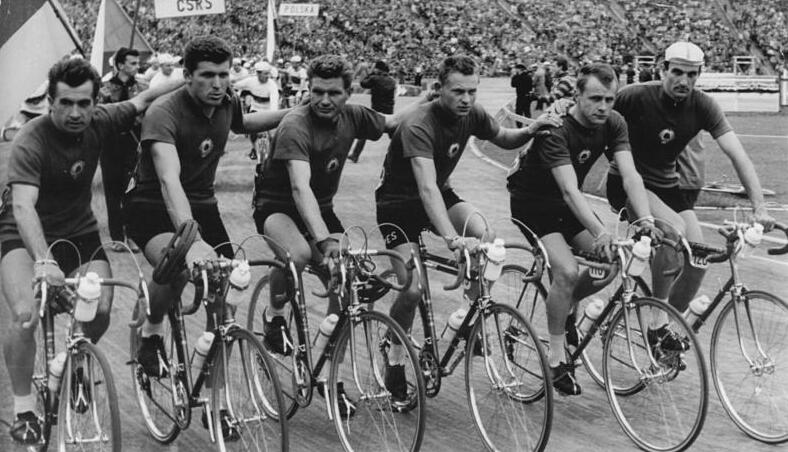
Von links: Alois Bajc, Radoš Čubrić, Ivan Levačić, Andrej Boltežar, Janez Žirovnik und Tomas Milenkovic

Ivan Levačić (* 25. August 1931 in Virje; † 7. Juli 2023 in Duga Resa) war ein Radsportler aus dem früheren Jugoslawien und Teilnehmer der Olympischen Sommerspiele 1960.

## Sportliche Laufbahn
Levačić war Straßenradsportler und Mitglied der Vereine Podravac Virje, Dinamo Zagreb, Torpedo Koprivnica und Karlovac. Er trat vor allem als starker Etappenfahrer hervor. Seine Laufbahn begann am 1. Mai 1949, als die Radsportabteilung von Podravac Virje ein Radrennen für Tourenfahrer organisierte. Levačić gewann und fand Gefallen am Radsport, blieb dabei und gewann weitere Rennen in seiner Region. Als er bei einem dieser Rennen mit den führenden Fahrern von Dinamo Zagreb mithalten konnte, holte ihn der Zagreber Verein in seine Reihen. Er gewann danach die Landesmeisterschaft der Junioren. Kurze Zeit später ging er zurück in seinen Heimatort, heiratete und nahm zunächst Abstand vom Radsport. Erst 1956 begann er wieder mit systematischem Training und feierte wiederum rasch Erfolge. Levačić erhielt ein Stipendium des Olympischen Komitees und konnte sich so auf die Olympischen Spiele vorbereiten.
Sein bedeutendster Erfolg war der Sieg bei der Jugoslawien-Rundfahrt 1961, bei der er auch 1957 und 1960 Zweiter sowie 1959 Dritter wurde. Er bestritt die Rundfahrt sieben Mal. Beim Etappenrennen Tour de l’Avenir 1961 wurde er Fünfter. 1958 und 1961 gewann er die kroatische Meisterschaft, die neben der Jugoslawiens ausgetragen wurde. 1957 war er Zweiter der jugoslawischen Meisterschaft hinter Nevenko Valčić geworden, 1959 war er Dritter. 1957 wurde er Dritter der Polen-Rundfahrt. 1958 konnte er auch die Etappenfahrt von Budapest nach Belgrad sowie die Niederösterreich-Rundfahrt für sich entscheiden. Auch bei der Bulgarien-Rundfahrt 1959 platzierte er sich mit Platz 10 im Vorderfeld. Die Internationale Friedensfahrt bestritt er sieben Mal, 1958 konnte er Platz 10 erreichen. Von seinem Verband wurde er 1960 für die Olympischen Sommerspiele in Rom nominiert. Im Einzelrennen wurde er 30., mit dem jugoslawischen Auswahlteam belegte er im Mannschaftszeitfahren Platz 15. An den UCI-Straßen-Weltmeisterschaften nahm er vier Mal teil.
Ivan Levačić hatte 1961 und 1962 eine Lizenz als Unabhängiger, mit einem Vertrag im französischen Team Bertin, wo er ein Jahr an der Seite des Deutschen Friedhelm Fischerkeller fuhr. Erfolge bei Rennen der Berufsfahrer sind jedoch nicht bekannt. 1963 beendete er seine Laufbahn.

## Berufliches
Ivan Levačić arbeitete für die Firma Kordun in Karlovac, wo er als Werkzeugmacher tätig war. Nach seiner Karriere arbeitete er als Kraftfahrer und Trainer seines Heimatvereines.